# Ubugoe (森口博子の曲)
『Ubugoe』（うぶごえ）は、森口博子のシングル曲。映画『機動戦士ガンダム ククルス・ドアンの島』（2022年6月3日公開）の主題歌。

## 収録曲
1. Ubugoe
作詞：松井五郎／作曲：doubleglass／編曲：冨田恵一
2. いまはおやすみ
作詞：井荻麟／作曲：渡辺岳夫／編曲：時乗浩一郎
3. 永遠にアムロ / with VOJA
作詞：井荻麟／作曲：渡辺岳夫／編曲：小野塚晃／コーラス編曲：時乗浩一郎
4. Ubugoe (Instrumental)